# Бутнак
Бутнак (фр. Boutenac) насеље је и општина у јужној Француској у региону Лангдок-Русијон, у департману Од која припада префектури Нарбон.
По подацима из 2011. године у општини је живело 704 становника, а густина насељености је износила 30,66 становника/km². Општина се простире на површини од 22,96 km². Налази се на средњој надморској висини од 90 метара (максималној 265 m, а минималној 36 m).

## Демографија
| 1962. | 1968. | 1975. | 1982. | 1990. | 1999. | 2011. |
| ----- | ----- | ----- | ----- | ----- | ----- | ----- |
| 543   | 622   | 581   | 524   | 519   | 609   | 704   |

График промене броја становника у току последњих година